# Jukagir
Jukagir (ros. Юкагир, jakuc. Дьүкээгир) – wieś w Rosji, w Jakucji nad Zatoką Jańską. W 2021 roku we wsi mieszkało 128 osób. W okolicy wsi znaleziono szczątki mamutów w 2002 i w 2010 roku, a także szczątki bizona datowane na 9310 lat i klaczy datowane na 4630 lat.